# Taiska
Hannele Aulikki Kauppinen (rođena Suominen; Imatra, Finska, 9. lipnja 1955.), poznatija kao Taiska, finska je pop-pjevačica. Njezina je najpoznatija pjesma Mombasa iz 1975.; Taiska je za svoju pjesmu iskoristila melodiju jedne skladbe talijanskog skladatelja Fabija Frizzija.

## Biografija
Taiska je rođena u Imatri 9. lipnja 1955. godine kao Hannele Aulikki Suominen.
Godine 1984. udala se za Pekku Kauppinena, kojem je rodila jedno dijete; par se rastao 1991. godine.

## Diskografija

### Albumi
- Mombasa (1976.)
- Taiska (1978.)
- Villi vapaudenkaipuu (1980.)
- Oma tie (1981.)
- 20 suosikkia – Mombasa (1996.)
- 20 suosikkia – Rannalla (2000.)
- Matkalla (2005.)
- Taiska – Hitit (2011.)

## Vanjske poveznice
- Taiska